# Юрий Гагарин в культуре и искусстве
Произведения культуры и искусства, посвящённые Герою Советского Союза Юрию Алексеевичу Гагарину — первому в мире человеку, совершившему полёт в космическое пространство.

## Памятники
- Памятник в Москве
- Памятник в городе Гагарине
- Памятник в городе Байконуре
- Памятник в Калуге
- Памятник в Караганде
- Памятник в Чебоксарах
- Памятник в Саратове
- Бюст в Саратове
- Памятник в Ташкенте, Узбекистан
- Памятник в Коломне
- Памятник на месте приземления Гагарина Ю.А.
- Бюст в Златоусте
- Бюст в Эрфурте, Германия
- Бюст в Евпатории
- Бюст в Каменске-Шахтинском
- Бюст в Ростове-на-Дону
- Бюст в Краснодаре
- Бюст в Краснодаре, на территории КВВАУЛ
- Бюст в Ижевске
- Бюст в Иркутске
- Бюст в Москве
- Бюст в Смоленске
- Бюст в Сочи
- Бюст возле музея космодрома Байконур
- Мемориальная доска на доме, где Гагарин жил перед стартом на Байконуре
- Памятник в Ишимбае
- Памятник в Ижевске
- Памятник в Брянске
- Памятник в аэропорту «Карловы Вары»
- Памятник Королёву и Гагарину в Таганроге
- Памятник Юрию Гагарину и Сергею Королёву (Энгельс)
- Бюсты Королёва и Гагарина в Симферополе

4 апреля 2011 года Британский совет объявил, что в центре Лондона в рамках культурной программы, посвящённой 50-летию полета человека в космос, поставят копию люберецкого памятника Гагарину. Люберецкий монумент был выбран после сравнительного анализа всех памятников Гагарину, установленных в России. Торжественное открытие памятника на аллее Мэлл состоялось 14 июля 2011 года, в день 50-летия визита Юрия Гагарина в Лондон.
- Копия люберецкого памятника в Лондоне (установлен в 2011 году)

В октябре 2012 г. в парке у исторического здания штаб-квартиры NASA в Хьюстоне открыт первый в США памятник Юрию Гагарину.
Бюст Ю. А. Гагарина в июне 2017 года установлен у входа в Военно-воздушную академию имени профессора Н. Е. Жуковского и Ю. А. Гагарина в Воронеже.
12 апреля 2023 на земной станции Амачума в Боливии был открыт бюст Юрию Гагарину, первый памятник русскому человеку в этой стране.

### Мемориальные доски
11 апреля 2011 года в Санкт-Петербурге по адресу ул. Новоладожская, дом 4 состоялось открытие мемориальной доски на здании бывшего завода «Вулкан», где в 1955 году проходил производственную практику Юрий Гагарин.
В Италии есть как минимум 6 памятников-бюстов Гагарина и обсерватория, названная его именем:⠀
⠀
1️⃣ Одно из бронзовых изваяний первого космонавта Земли оказалось наиболее близко к небу и космосу — на высоте 1349 метров в обсерватории «Макс Валье» на самом севере Италии в Южном Тироле (Больцано) ⠀
⠀
2️⃣ В северной итальянской области Фриули-Венеция-Джулия установлен памятник Юрию Гагарину — подарок международного благотворительного фонда "Диалог культур — единый мир".
Юрий Алексеевич приветствует своей доброй улыбкой всех входящих в Технический институт им. Кеннеди в городе Порденоне (считается одним из самых престижных учебных заведений в регионе).⠀
⠀
3️⃣Ещё один бюст в музее аэронавтики имени Джанни Капрони в Тренто (Museo dell' aeronautica Gianni Caproni)⠀
⠀
4️⃣ В Парке Санта Тереза в Квартале Борго Рома в Вероне (Parco Santa Teresa in Borgo Roma a Verona)⠀
⠀
5️⃣ Новый планетарий, названный в честь первого в мире космонавта Юрия Гагарина, открылся в Астрономической обсерватории Каподимонте итальянского города Неаполя в 2017 году. Планетарий вмещает до 70 человек. По центру купола размещен цифровой проектор яркостью 7,5 тыс. люмен, который способен передать изображение с разрешением 2560х1600 пикселей.
Также у 10-метрового купола планетария установлен бюст советского космонавта.⠀
⠀
6️⃣Памятник Юрию Гагарину есть и в республике Сан-Марино.
Бронзовый бюст советского космонавта установлен у входа в местный университет.

## Песни, стихи и музыка

### Песни
- Цикл «Созвездие Гагарина» (А. Пахмутова — Н. Добронравов):

- «Запевала звёздных дорог»
- «Как нас Юра в полёт провожал»
- «Смоленская дорога»
- «Созвездие Гагарина»
- «Знаете, каким он парнем был»

- «Звёздная баллада» (С. Пожлаков — Л. Лучкин)
- «Шёл Гагарин по тропинке» (А. Лаэртский)
- Добрый день, майор Гагарин

### Советские и российские исполнители
- «Знаете, каким он парнем был» (Юрий Гуляев)[8]
- «В кабинете Гагарина» (Юрий Визбор)
- «Нас пошлют на войну» (группа «Собаки Качалова»)
- «Я — Космос» (группа «Небослов»)
- «Юрий Гагарин» (группа «Браво»)[9]
- «Космический рок-н-ролл» (группа «Браво»)
- «Шёл Гагарин по тропинке» (Александр Лаэртский)
- «Гагарин» (группа «Пилот»)
- «Гагарин, я Вас любила» (группа «Ундервуд»)
- «Юра» (группа «Воплі Відоплясова»)
- «Гагарин» (группа «Нейро Дюбель»)
- «Нас слышит Гагарин» (группа «Боги»)
- «Звезды 3000» (группа «Смысловые галлюцинации»)
- «Вторая космическая» (Евгений Бабушкин)
- «Юрий Алексеевич Гагарин» (группа «СерьГа»)
- «Гагарин-Party» (группа «Кар-мэн»)
- «Гагарин» (Мика Ньютон)
- «Песня Космонавта» (группа «Космонавт и Спутники»)
- «Юрий Гагарин» (группа «Anacondaz»)
- «Гагарин» (группа Digital Machine)
- «Загробная» (группа «Кровосток»)
- «Одиссея „Гагарин“» (Андрей Стойчев)
- Метко (Я как Юрий Гагарин в твоем микрокосме) — Гости из будущего
- «Два полковника» — Алькор (С. Никифорова) на стихи А. Ланина (об учебном вылете, в котором погибли полковники ВВС СССР Ю. Гагарин и В. Серёгин)
- «Маленький принц возвращался домой» - группа Гражданская Оборона (В песне упоминается гибель Гагарина)

### Зарубежные исполнители
- «Juri Gagarin» (группа Banda Bassotti)
- «Hey, Gagarin» (Жан-Мишель Жарр)
- «Weightless» (группа Prefab Sprout)
- «Yuri» (группа Oi Va Voi)
- «Добрый день, майор Гагарин» (джаз-оркестр п/у Густава Брома)
- «Yuri Rock» (Johnny Mondo)
- «Lapsuuden sankarille (Lennä Juri Gagarin)» (группа Miljoonasade)
  - «Lenda Juri Gagarin» (кавер-версия группы «Старшая медсестра» (эст. Vanemõde), на эстонском языке; русскоязычный вариант — «Герой моего детства»)
- «Gagarin» (группа Pannonia Allstars Ska Orchestra)
- «Si Gagarin Levantara el Casco» (группа Los Gandules)

Также в честь Юрия Гагарина названы музыкальные коллективы:
- группа Gagarin Brothers[10]
- ВИА Гагарин
- шведская группа Yuri Gagarin

### Стихи
- «Я первый смерил жизнь обратным счетом…» (В. С. Высоцкий)

## Кино- и телефильмы

### 1960-е годы
- Человек вернулся из космоса. СССР, ЦСДФ, 1961.
- Первый рейс к звёздам. СССР, ЦСДФ, 1961.
- Первый полёт человека в космическое пространство. СССР, Киностудия научно-популярных фильмов.
- На орбите дружбы. Фильм о визите Ю. Гагарина в Египет, Либерию, Грецию. СССР, Моснаучфильм, 1962.
- Добро пожаловать, Юрий Гагарин!. Фильм о визите Ю. Гагарина в Японию. СССР, Моснаучфильм, 1963.
- Первые космонавты в ГДР. Фильм о поездке советских космонавтов Ю. Гагарина и В. Николаевой-Терешковой в ГДР. СССР, Моснаучфильм, 1963.
- Желанные гости. Фильм о поездках Ю. Гагарина в Австрию и Данию, Г. Титова в Югославию. СССР, Моснаучфильм, 1963.
- На земной орбите — Мексика. Фильм о поездке советских космонавтов Ю. Гагарина и В. Николаевой-Терешковой в октябре 1963 года в Мексику. СССР, Моснаучфильм, 1963.
- Космонавты в стране фиордов. Фильм о визите Ю. Гагарина и В. Быковского в Норвегию. СССР, Моснаучфильм, 1964.
- На шведской земле. Фильм о визите Ю. Гагарина и В. Быковского в Швецию. СССР, Моснаучфильм, 1964.
- Юрий Гагарин. СССР, Творческое объединение «Экран», 1969.

### 1970—настоящее время
- Наш Гагарин. СССР, «ЦСДФ», 1971.
- Рассказ о моем друге (Леонов о Гагарине). СССР, «Лентелефильм», 1971.
- Колумб Вселенной. СССР, «ЦСДФ», 1972.
- Укрощение огня. СССР, «Киностудия «Мосфильм»», 1972.
- Гагаринское поле. СССР, «Саратовская студия телевидения», 1974.
- Так начиналась легенда. СССР, 1976.
- Взлёт. Гагарин. СССР, «Киевнаучфильм», 1980.
- Полет и подвиг продолжая. СССР, «Центрнаучфильм», 1986.
- Гагарин, я Вас любила. Украина-Германия, производство ZDF (Германия), к/с «Контакт» (Украина), 1992.
- Гагарин. Сын, брат, отец. Россия, Студия «Золотая лента», 2000.
- Юрий Гагарин. Легенда и Человек. СССР, «Центрнаучфильм», 2001.
- Юрий Гагарин. Другое лицо?. Россия, «Независимый экспериментальный центр культуры и информации им. Саввы Кулиша», 2002.
- Вспоминая Юрия Гагарина. Россия, ООО «Совинфильм», 2003.
- Гибель Гагарина. Возвращение истины. Фильм телеканала «РЕН-ТВ» из цикла «Секретные истории», 2004.
- Юрий Гагарин. Последние 24 часа. Россия, «Останкино», 2005.
- Юрий Гагарин. Как уходили кумиры. Документальный фильм из цикла «Как уходили кумиры» телеканала «ДТВ». Россия, «Инфотон», 2006.
- Final Days of an Icon. Final Days of Yury Gagarin / «Последние дни знаменитостей. Последние дни Юрия Гагарина». Франция, Sunset Presse , France 5, 2007.
- Звёздный герой. Россия, ГТРК «Саратов», 2007.
- 40 часов, которых не было. Россия, ГТРК «Самара», 2007.
- Мой серебряный шар. Документальный фильм Виталия Вульфа из цикла «Мой серебряный шар». Россия, 2008.
- Улыбка Гагарина. Россия, Студия «Встреча», 2009.
- 12 апреля. Документальный фильм режиссёра Майи Меркель. Россия, 2009.
- 108 минут — Россия, НП «Производящая телевизионная компания „ПТК“», 2009.
- Быть первым. Россия, телеканал «Культура», 2010.
- Starman: The Truth Behind Yuri Gagarin / «Звездный путь Юрия Гагарина». Великобритания. TVF International, Clover Films, 2010.
- 108 минут. Многосерийный телевизионный фильм. Россия, студия «Арт-Базар», 2010.
- Последний полет Гагарина. Неразгаданная тайна. Россия, Радиовещательная компания «Голос России» и телекомпания «Пул», 2011.
- First Orbit / Первая орбита. Фильм о полете Юрия Гагарина снят с борта МКС итальянским астронавтом Паоло Несполи. Видеоряд сопровождается аудиозаписями с выступлениями Гагарина. Великобритания. 2011.
- Три дня Юрия Гагарина. И вся жизнь. Россия, телеканал «Россия 1», 2011.
- Возвращение. Короткометражный документальный фильм. Россия, ТВ «Центр», Саратов, 2011.
- Саратов: стартовая площадка в жизнь. Россия, ГТРК «Саратов», 2011.
- Легенда о первой тайне Космоса. Россия, кинокомпания «Киноискусство», 2011[11].
- Legend of the first Mystery of the Cosmos. Россия, кинокомпания «Киноискусство», 2011[12].
- Юрий Гагарин. Семь лет одиночества. Россия, телеканал «Россия», 2014.

## Художественное кино
Образ Юрия Гагарина был воссоздан актёрами в художественных и телевизионных фильмах:
- Анатолий Челомбитько — художественный фильм «Укрощение огня», 1972 год.
- Олег Орлов — фильм о детстве Гагарина «Так начиналась легенда», 1976 год.
- Виталий Урсу — совместная постановка «Битва за космос», 2005 год.
- Дмитрий Муляр — фильм «Космос как предчувствие», 2005 год; сериал «Наш космос», «НТВ», 2011 год.
- Валентин Кузнецов — фильм «Бумажный солдат», 2008 год.
- Алексей Свиридов — фильм «Хоккейные игры», 2012 год; сериал «Гражданин Никто», 2016 год.
- Ярослав Жалнин — фильм «Гагарин. Первый в космосе», 2013 год[13].
- Алексей Богачук — фильм «Главный», 2015 год.
- Ян Лосенков — сериал «Фарца» 2015 год.

## Живопись
Юрию Гагарину были посвящены многочисленные произведения живописи:
- Михаил Хмелько «Родина встречает героя» 1961 год.
- Андрей Плотнов «На Родине» 1982 год.
- Анна Суворова «Гагарин и пионеры в Артеке» 1969 год.
- Пётр Игнатьев «Гагарин с детьми» 1968 год.
- Василий Петухов «Космонавты В.В. Терешкова, Ю.А. Гагарин и пионеры» 1977 год.
- Геннадий Дарьин «Гагарин в гостях у пионеров» 1965 год.
- Валентина Цветкова «Космонавт Юрий Гагарин с детьми» 1977 год.
- Григорий Гончаров «Гагарин среди пионеров» 1967 год.
- Асхат Сафаргалин «Юрий Гагарин в Артеке» 1975 год.
- Елена Яблонская «Гагарин с детьми» 1968 год.
- Аркадий Сорока «Ю. Гагарин и В. Терешкова на Красной площади» 1973 год.
- Виктор Овчаров «Гагарин и пионеры»

### 1960-е годы
- 1961 год:
  - Сулейменов О. «Земля, поклонись человеку!». Поэма. — Алма-Ата: Казгослитиздат. 39 с.
  - Гарбузов С., Гольцев В. «Советский человек в космосе». Библиотека «Известий», специальный выпуск. — М.: «Известия». 160 с.
  - Гагарин Ю. А. «Дорога в космос: Записки летчика-космонавта СССР». — М.: Правда, Воениздат[15].

- 1962 год:
  - Копылова Т. А., Юркина Г. «Пионер из пионеров». — М.: Молодая гвардия. 79 с. Тираж — 75000 экз.

- 1968 год
  - Гагарин Ю. А. «Вижу Землю…» — М. : Детская литература. 63 c.

### 1970—настоящее время
- 1971 год:
  - Куденко О. И. «Орбита жизни: повесть-хроника» — М.: Московский рабочий, 400 с. Тираж — 75000 экз.
  - Титов Г. С. «Первый космонавт планеты». — М.: Знание. 29 c.

- 1972 год:
  - Гагарин В. А. «Мой брат Юрий» / Литературная запись Валентина Сафонова. — М.: Московский рабочий, 288 с. Тираж — 100000 экз[16].
  - Зверев Ю., Оксюта Г. «Юрий Гагарин на земле Саратовской». — Саратов: Приволжское книжное издательство. 134 с.

- 1973 год:
  - Обухова Л. «Вначале была Земля». М.: Современник. 254 c.

- 1974 год:
  - Дихтярь А. «Жизнь — прекрасное мгновенье», М.: Молодая гвардия. 318 с.
  - Обухова Л. «Звёздный сын Земли», М.: Детская литература. 64 с[17].

- 1976 год:
  - Нагибин Ю. М. «Маленькие рассказы о большой судьбе». — М.: Советская Россия. 95 с.
  - Шонин Г. С. «Самые первые». — М.: Молодая гвардия. 127 с.

- 1977 год:
  - «Звёздный городок». Фотоальбом. — М.: Машиностроение. 134 с.
  - Порохня В. С. «Дорога на Байконур. Рассказ о Юрии Гагарине». Алма-Ата: Казахстан. 103 с.

- 1978 год:
  - Голованов Я. К. «Наш Гагарин: книга о первом космонавте и земле, на которой он родился» — М.: Прогресс, 330 с. Тираж — 36230 экз.

- 1979 год:
  - Обухова Л. А. «Любимец века». М.: Молодая гвардия. 2-е изд. 191 с.
  - Нагибин Ю. М. «Рассказы о Гагарине». — М.: Детская литература. 96 с[18].
  - Синицын В. «Первый космонавт». — М.: Малыш. 79 с.

- 1980 год
  - П. Р. Попович, В. С. Лесников «Не могло быть иначе!» М.: Молодая гвардия. 205 с. Тираж — 100000 экз. Серия «Люди и космос».

- 1981 год:
  - Карпущенко В. М. «Юрий Гагарин — внук путиловца». — Л.: Лениздат. 80 с.
  - Гагарина В. И. «108 минут и вся жизнь» [книга-альбом]. — М.: Молодая гвардия, 135 c.
  - Гагарин Ю. А. «Дорога в космос: записки летчика-космонавта СССР». — М.: Воениздат. 336 с.
  - Гагарин Ю. А., Лебедев В. «Психология и космос: двадцатой годовщине первого полёта человека в космос посвящается», 4-е изд. — М.: Молодая гвардия, 191 с.
  - Докучаев Ю. «Юрий Гагарин», худож. Копейко Ю. — М.: Детская литература. 144 с.
  - «Первый космонавт планеты Земля». — М.: Советская Россия. 301 с.
  - Романов А. П. и др. «Сыны голубой планеты, 1961—1980», 3-е изд. — М.: Политиздат. 399 с. Тираж — 100000 экз.

- 1982 год:
  - Гагарин В. «Мой брат Юрий: повесть», лит. запись Валентина Сафонова. — Минск: Юнацтва, 413 с.
  - Голованов Я. К. «Дорога на космодром». — М.: Детская литература. 551 с.
  - Лиханов А. А. «Сын России» / Художники Кукулиева А., Кукулиев Б., Ан О. — М.: Молодая гвардия. 111 с. Тираж — 50000 экз.

- 1983 год:
  - Гагарина А. Т. «Слово о сыне» / Запись Копыловой Т.. — М.: Молодая гвардия. 160 с.
  - «Загадки звёздных островов». Сборник. Книга 2. М.: Молодая гвардия. 255 с. Тираж — 100000 экз.

- 1984 год:
  - Залюбовская М. Е. «Сын Земли и звёзд», Киев.
  - Щербаков А. А. «Венок Гагарину: сборник стихотворений», художник Г. И. Метченко. — М.: Советская Россия, 112 с.
  - Гагарина В. И. «Каждый год 12 апреля» лит. запись Михаила Реброва. — М.: Советская Россия, 96 с.
  - Губарев В. С. «Утро космоса. Королёв и Гагарин» — М.: Молодая гвардия, 191 с.
  - Сборник «Ю. А. Гагарин», Москва.

- 1986 год:
  - Гагарина А. Т. «Память сердца». Соавтор Копылова Т.. — М.: АПН.
  - Голованов Я. К. «Космонавт № 1», Москва.
  - Колтовой Б. И. «Он всех нас позвал в космос», Москва.
  - Казаков С. Д. «Минуты встреч неповторимых» — М.: Советская Россия, 128 с.
  - Гольдовский Д. Ю. «Первые полёты в космос», Москва.
  - Белоцерковский С. М. «Диплом Гагарина», Москва.
  - Гагарина А. Т., Копылова Т. «Слово о сыне», Кишинёв.
  - Горшков В. С. «Мы — дети Земли», Ленинград.
  - Рузанова Н. В. «Юность космонавта» Очерки об Ю. А. Гагарине, Москва.
  - Герасимова М. И., Иванов А. Г. «Звёздный путь», Москва.
  - Нечакж Л. В. «День Гагарина: сборник» предисл. Губарева В. С. — М.: Современник, 435 с.

- 1987 год:
  - Дихтярь А. Б. «Прежде, чем прозвучало „Поехали!“», Москва.
  - Степанов В. А. «Юрий Гагарин», Москва.

- 1988 год:
  - Кузнецов Н. Ф. «Главный и Первый» повесть о С. П. Королёве и Ю. А. Гагарине, Москва.

- 1991 год:
  - Казаков С. Д. «Юрий Гагарин. Портрет без ретуши», Москва.

- 1995 год:
  - Сборник «Космос и человек», выпуск 3, Москва, ЦНИИмаш.
  - Сборник «Космос и человек», выпуск 2, Москва, ЦНИИмаш.

- 2004 год:
  - Устинов Ю. С., Севастьянов В. И. «Бессмертие Гагарина», Москва.

- 2005 год:
  - Устинов, Ю. С. «Бессмертие Гагарина» — М.: Герои Отечества, 624 с.

- 2010 год:
  - Лесников, В. С. «Гагаринское время». Серия «Рядом с космонавтами». Королёв. Издательство «Космос». ISBN 978-5-98792-025-1.

- 2011 год:
  - Гагарина, А. Т., Копылова, Т. А.. «Юрий Гагарин: глазами матери»
  - Гагарина, А. Т. «Память сердца»
  - Копылова Т. А.. «Раскрытые страницы»
  - Первушин А. И. «108 минут, изменившие мир». Серия: Люди в космосе. Издательство: Эксмо, Москва, твёрдый переплёт, тираж 5000 экз., 528 с. ISBN 978-5-699-48001-2
  - Доран, Д., Бизони, П. Гагарин. Человек и легенда. Пер. с англ. А.Капанадзе. М.: КоЛибри, Азбука-Аттикус, 2011. 320 с., 4500 экз., ISBN 978-5-389-01697-2
  - Комикс «Дорога к звёздам»[19].
  - Данилкин Л. Юрий Гагарин. — М.: Молодая гвардия, 2011. — 512 с. — (Жизнь замечательных людей). — 20 000 экз. — ISBN 978-5-235-03440-2.
  - Куприянов, В. Н. Космическая одиссея Юрия Гагарина. СПб.: Политехника, 2011. 317 с., ил., 1 000 экз., ISBN 978-5-7325-0979-3

### Статьи
- Звёздное время (Красная звезда, 1 мая 1961)
- Вас ждёт воздушный океан (Комсомольская правда, 9 июля 1961)
- Металл и характер отливаются в труде (Красная звезда, 14 октября 1961)
- Вперёд, всегда вперёд (Правда, 12 апреля 1962)
- Слово к писателям (Литературная Россия, 12 апреля 1963)
- Поэзия звёздных высот (Комсомольская правда, 10 мая 1963)
- Лыжню летящим по волнам (Комсомольская правда, 2 октября 1963)
- Штурмующие небо (Известия, 4 октября 1963)
- Дважды воскресший (Молодой коммунист № 3, 1964)
- Есть пламя (Комсомольская правда, 18 августа 1964)
- Наши ряды растут (Красная звезда, 11 апреля 1965)
- Время коммунизма, время космоса (Авиация и космонавтика № 4, 1967)
- Ступени во Вселенную // В 2017 году : сборник, АПН, 1968

## Нумизматика
Юрий Гагарин изображался на памятных монетах в нескольких странах мира:
- монете СССР в 1 рубль (1981 года выпуска)[20][20]
- монета Чехословакии 100 крон (1981)
- монета СССР 3 рубля (1991)
- Монета СССР «30 лет первого полета человека в космос», 3 рублей, 1991.
- серии монет России 2001 года (40 лет полёта)
- монета Либерии 20 долларов (2001)
- серии монет России 2011 года (50 лет полёта)[21]
- монете Монгольского монетного двора («50 лет космонавтике 1957—2007»)
- монета Малави 50 (2009)
- монетах Казахстана 50 и 500 тенге (2011)
- монете островов Кука 1 доллар (2011)
- монета 5 евро, выпуск в Сан-Марино (2011)
- монета Ниуэ 2 доллара (2011)
- монета Бенина (2011)
- монета республики Сахара

- Юбилейная монета, номиналом в 2 рубля 2001 года, отчеканенная к 40-летию первого полёта человека в космос
- Юбилейная монета, номиналом в 10 рубля 2001 года, отчеканенная к 40-летию первого полёта человека в космос
- Юбилейная серебряная монета, номиналом в 3 рубля 2001 года, отчеканенная к 40-летию первого полёта человека в космос

- Юбилейная золотая монета, номиналом в 1000 рублей 2011 года, отчеканенная к 50-летию первого полёта человека в космос
- Юбилейная серебряная монета, номиналом в 3 рубля 2011 года, отчеканенная к 50-летию первого полёта человека в космос
- Монета СССР 1981 года

- Монета СССР «30 лет первого полета человека в космос», 3 рублей, 1991, серебро 900, реверс.
- Монета Банка России 2001 — 40-летие космического полета Ю.А. Гагарина. На монете изображён Ю.А.Гагарин, запуск космического корабля «Восток», Солнце, созвездия, Земля и космические станции. 100 рублей, серебро, реверс

## Прости нас, Юра
Упадок и деградация космической отрасли в России и многочисленные неудачи Роскосмоса последних лет в частности, стали причиной возникновения мема «Прости нас, Юра», в рамках которого принято стыдиться перед Юрием Гагариным за неоправданные надежды.
По мнению главы Роскосмоса Рогозина, разочарование и стыд за потерянный отечественный космос являются информационной атакой.

## Разное
- Туркменский ковёр-портрет
- Мозаика на стене здания, Саратов
- Граффити. Харьков, 2010
- Разного рода сувениры о Гагарине и космонавтике. Венде-музей Кроме того именем Ю.Гагарина был назван проспект в г. Харькове, Украина и создан соответственный Мурал